# Ben Tate
(en) Statistiques sur pro-football-reference
Ben Tate (né le 21 août 1988 à Salisbury) est un joueur américain de football américain. Il joue actuellement avec les Steelers de Pittsburgh.

## Lycée
Tate fait ses études à la Snow High School. Il détient le record de yards a la course en une saison avec 2886 yards ainsi que quarante-et-un touchdown (records de l'État du Maryland en une saison). Pour sa dernière saison lycéenne, il parcourt 2069 yards et inscrit vingt-et-un touchdowns dans une saison où l'équipe de la Snow High School est second du championnat d'État du Maryland.
Pour toute sa carrière lycéenne, il joue trente-sept matchs, fait 542 courses pour 5920 yards et soixante-dix-huit touchdowns (moyenne de 10,9 yards par course et 160 yards par match). Le site de recrutement Rivals.com le classe sixième au classement des runnings back des États-Unis et cinquième au niveau de l'État du Maryland.

## Carrière

### Université
En 2006, Tate débute avec les Tigers d'Auburn de l'université d'Auburn. Il tient surtout le rôle de remplaçant derrière l'étudiant de dernière année Kenny Irons. Pour cette saison, Tate fait cinquante-quatre courses pour 392 yards en neuf matchs. Néanmoins, il reçoit une mention honorable du magazine Sporting News. Le meilleur match de la saison pour Tate est contre l'université de Tulane où il parcourt 156 yards.
Pour la saison 2007, Tate réalise une bonne saison avec 202 courses pour 903 yards. Il est un grand acteur dans la victoire au Chick-fil-A Bowl contre l'université de Clemson. En 2008, de grands espoirs sont mis en Tate qui est nommé dans l'équipe de la pré-saison pour la conférence SEC. L'équipe, avec son nouveau coordinateur offensif Tony Franklin, change de tactique offensive, mais Tate ne s'habitue pas à ce changement et fait 159 courses pour 664 yards.
Le retour de Gus Malzahn comme coordinateur offensif arrive au bon moment pour Tate. Il fait 263 yards pour 1362 yards et dix touchdowns. Contre l'université de l'Arkansas, il parcourt 184 yards et marque deux touchdowns. Il est nommé dans la seconde équipe de la saison pour la conférence SEC par l'Associated Press ainsi que MVP de la saison des Tigers ainsi qu'à l'attaque. Il est demi-finaliste du Doak Walker Award. Au Outback Bowl, il fait 108 yards pour deux touchdowns.
Il termine cinquième au classement des running backs de l'université d'Auburn. En mai 2009, il obtient son diplôme en criminologie.

### Professionnel
Ben Tate est sélectionné au second tour du draft de la NFL par les
Texans de Houston au cinquante-huitième choix. C'est la première fois que les Texans (création en 2002) sélectionnent un running back avant le troisième tour d'un draft. Il est nommé pour être troisième running back de l'équipe derrière Steve Slaton et Arian Foster. Durant un match de pré-saison, il se blesse et ne joue aucun match de la saison 2010.
En mars 2014, il signe aux Browns de Cleveland.
En décembre 2014, il s'engage au sein des Steelers de Pittsburgh .